# گلینتسا
گلینتسا (به آلمانی: Göllnitz) یک شهرک با جمعیت ۶٬۱۷۱ نفر که در Gelnica District، اسلواکی واقع شده‌است.